# Tilt Coaster

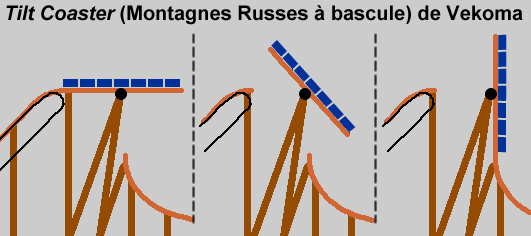
Konzept Design

Ein Tilt Coaster ist ein Achterbahntyp, bei dem ein Teil der Strecke sich kippt, während der Zug darauf steht. Dieser „Tilt“-Abschnitt dreht sich um einen Drehpunkt und katapultiert den Zug von einer horizontalen in eine vertikale, nach unten gerichtete Position. Der erste Tilt Coaster wurde 2002 im taiwanesischen Freizeitpark Discovery World eröffnet und wurde dort Gravity Max benannt. Bekannt wurde auch dieser Typ im Computerspiel RollerCoaster Tycoon 3, wo die namengebende Achterbahn einen solchen Abschnitt enthält.
In Deutschland verfügen die beiden Achterbahnen Winja’s Fear & Winja’s Force im Phantasialand über Tilt-Elemente, gehören somit als auch zur Kategorie der Tilt Coaster.

## Auslieferung
| Name                       | Freizeitpark                       | Hersteller  | Modell                        | Eröffnung          | Schließung     | Land                | Anmerkung                                           |
| -------------------------- | ---------------------------------- | ----------- | ----------------------------- | ------------------ | -------------- | ------------------- | --------------------------------------------------- |
| Battle of Jungle King      | Hefei Sunac Land                   | Jinma Rides | Broken Rail Coaster / Custom  | 24. September 2016 |                | Volksrepublik China | Doppelanlage als Duelling Roller Coaster ausgelegt. |
| Broken Rail Roller Coaster | Great Xingdong Tourist World       | Jinma Rides | Broken Rail Coaster / KSC-24B | 2018               | 2018 oder 2019 | Volksrepublik China |                                                     |
| Broken Rail Roller Coaster | Suzhou Amusement Land Forest World | Jinma Rides | Broken Rail Coaster / KSC-24B | 2020               |                | Volksrepublik China |                                                     |
| Circuit Breaker            | Cotaland                           | Vekoma      | Tilt Coaster / Pitfall        | 19. Oktober 2025   |                | Vereinigte Staaten  |                                                     |
| Gravity Max                | Discovery World                    | Vekoma      | Tilt Coaster / Custom         | 2002               |                | Taiwan              |                                                     |
| Iron Rattler               | Six Flags Qiddiya City             | Vekoma      | Tilt Coaster / Custom         | 2025               |                | Saudi-Arabien       |                                                     |
| Siren's Curse              | Cedar Point                        | Vekoma      | Tilt Coaster / Cliffhanger    | 28. Juni 2025      |                | Vereinigte Staaten  | Sollte ursprünglich in Six Flags Mexico eröffnen.   |
| Tilt Track Coaster         | Wowstock Happy Island              | Jinma Rides | Broken Rail Coaster / KSC-24B | 1. Oktober 2023    |                | Volksrepublik China |                                                     |